# Gary S. Scott
Gary Stevan Scott (* 1953) ist ein US-amerikanischer Komponist.

## Leben
Gary Stevan Scott debütierte 1981 mit der Musik zu dem Horror-Thriller Examen als Filmkomponist. Bei den BMI Film & TV Awards 1996 wurde er für seine Arbeit an der Fernsehserie Beverly Hills, 90210, die die Musik von 1992 bis 1998 in 58 Folgen umfasste, ausgezeichnet. Drei weitere Auszeichnungen folgten 2005, 2007 und 2009 mit seiner Arbeit an den beiden Fernsehserien Hotel Zack & Cody und Zack & Cody an Bord, für die er von 2005 bis 2011 insgesamt in 150 Folgen die Musik komponierte.

## Filmografie (Auswahl)

### Film
- 1981: Examen (Final Exam)
- 1983: Todesschwadron (Deadly Force)
- 1985: Highway 66 (Roadhouse 66)
- 1989: Ich kann mein Herz nicht teilen (The Fulfillment of Mary Gray)
- 1990: Sinnliche Täuschung (Deceptions)
- 1991: Final Revenge (Write to Kill)
- 1995: 3 Ninjas – Fight & Fury (3 Ninjas Knuckle Up)

### Serie
- 1982–1983: Seven Brides for Seven Brothers (22 Folgen)
- 1983–1987: Fame – Der Weg zum Ruhm (Fame, 49 Folgen)
- 1987–1988: The Bronx Zoo (17 Folgen)
- 1988–1990: Freddy’s Nightmares (29 Folgen)
- 1992–1998: Beverly Hills, 90210 (58 Folgen)
- 1996–1997: Savannah (10 Folgen)
- 2005–2008: Hotel Zack & Cody (The Suite Life of Zack and Cody, 84 Folgen)
- 2008–2011: Zack & Cody an Bord (The Suite Life on Deck, 66 Folgen)